# ベバン点

三角形M_{A}M_{B}M_{C}は傍心三角形.
赤い円はベバン円(傍心三角形の外接円でその中心はベバン点M)

三角形M_{A}M_{B}M_{C}は傍心三角形.
赤い円はベバン円(傍心三角形の外接円でその中心はベバン点M).
直線eはオイラー線、O,H,G,L,I,Nはそれぞれ外心、垂心、重心、ド・ロンシャン点、内心、ナーゲル点

幾何学において、ベバン点（べばんてん、英:Bevan point）は、ベンジャミン・ベバンにちなんで名づけられた三角形の中心の一つである。傍心三角形 の外接円（ベバン円）の中心として定義される。クラーク・キンバーリングの「Encyclopedia of Triangle Centers」ではX(40)として登録されている。

## 特徴
△ABCのベバン点M,オイラー線間の距離と、内心I,オイラー線間の距離は等しい。また、ベバン点と内心の中点は外心である。△ABCの辺長をそれぞれa, b, c、外接円の半径をRとすると、ベバン円の半径は2Rで、ベバン点と内心の距離MIは、以下の式で表される。{\displaystyle {\overline {MI}}=2{\sqrt {R^{2}-{\frac {abc}{a+b+c}}}}}
ベバン点は△ABCのナーゲル点Nとド・ロンシャン点Lの中点である。ベバン点と垂心の中点はシュピーカー中心である。